# Nathan Eovaldi
Nathan Edward Eovaldi (* 13. Februar 1990 in Alvin, Texas) ist ein US-amerikanischer Baseballspieler auf der Position des Pitchers, der für die Boston Red Sox in der Major League Baseball (MLB) aufläuft. Zuvor spielte er in der MLB für die Los Angeles Dodgers, Miami Marlins, New York Yankees und Tampa Bay Rays. Mit den Red Sox gewann Eovaldi 2018 die World Series. 2021 wurde er in das All-Star-Team gewählt.

## Baseball-Karriere
Eovaldi besuchte die Alvin High School in Alvin, Texas, wo er für die Baseballmannschaft der Schule spielte. Eovaldi unterzog sich während seines Junior-Jahres an der High School einer Tommy-John-Operation, um das ulnare Kollateralband in seinem rechten Ellbogen zu reparieren. Im Jahr 2008, Eovaldis Abschlussjahr, wurde er mit einer lobenden Erwähnung in das All-State-Team von Texas aufgenommen. Er verpflichtete sich, die Texas A&M University mit einem College-Baseball-Stipendium zu besuchen.

### Los Angeles Dodgers
Die Los Angeles Dodgers wählten Eovaldi in der 11. Runde des MLB Draft 2008 aus. Sein Draft-Wert war aufgrund seiner ersten Tommy-John-Operation gesunken. Eovaldi unterschrieb bei den Dodgers und erhielt einen Bonus von 250.000 US-Dollar, nachdem er auf sein Engagement bei Texas A&M verzichtet hatte. Er durchlief das Farmsystem der Dodgers und warf 2008 für die Gulf Coast Dodgers in der Rookie-Level Gulf Coast League und 2009 für die Great Lakes Loons in der Class A Midwest League. Im Jahr 2010 wurde Eovaldi mit den Inland Empire 66ers aus San Bernardino in der Class A-Advanced California League in das All-Star-Team der California League gewählt. Im Jahr 2011 wurde Eovaldi zu den Chattanooga Lookouts der Class AA Southern League befördert und in das All-Star-Game zur Saisonmitte gewählt. Bei den Lookouts, für die er 19 Spiele begann, erzielte er eine Bilanz von 6:5 Siegen und Niederlagen bei einem ERA von 2,62 (Earned Run Average). Außerdem wurde er in das All-Star-Team der Nachsaison gewählt.

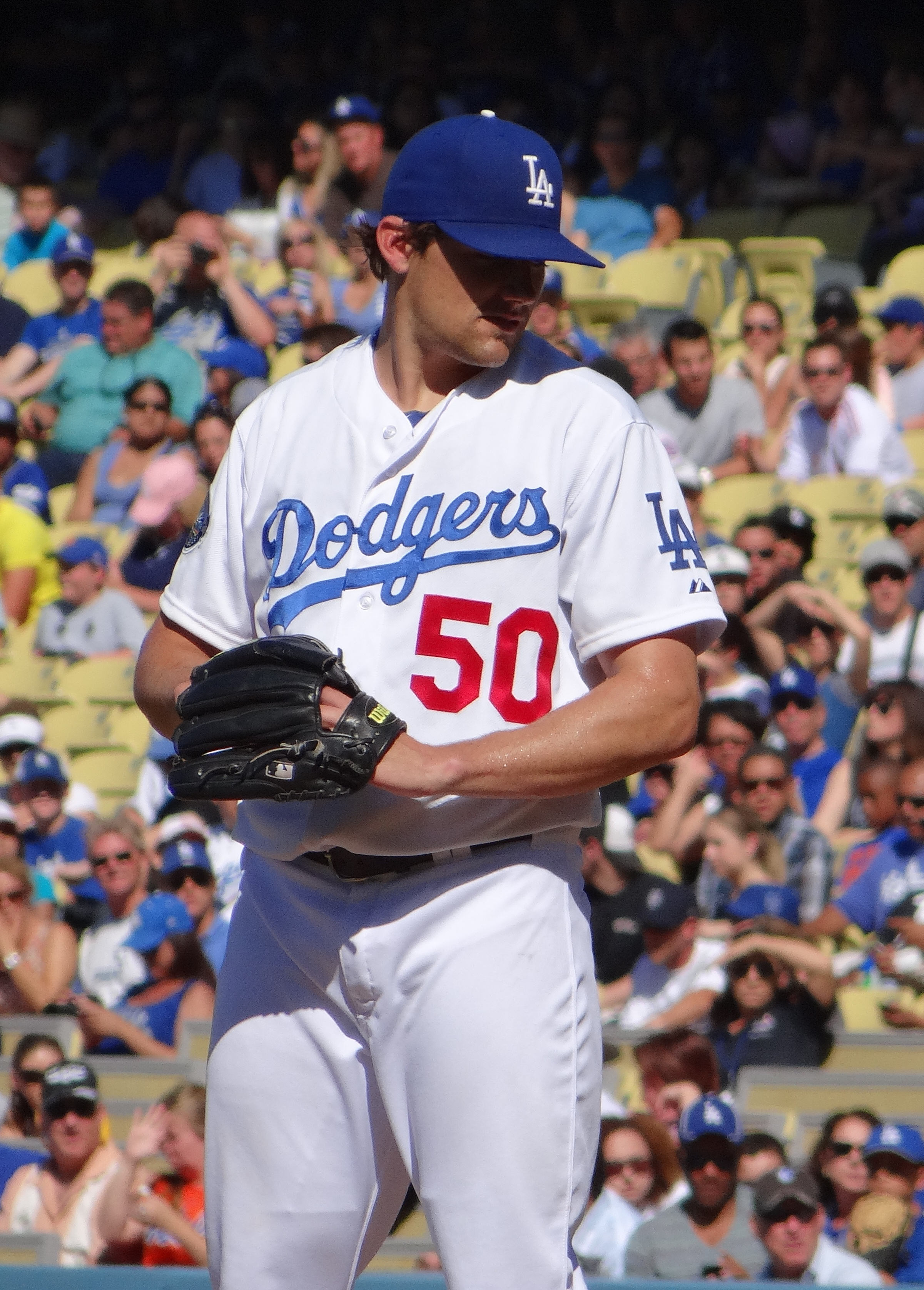
Eovaldi beim Pitching für die Los Angeles Dodgers 2012

Eovaldi wurde am 6. August 2011 zum ersten Mal in die Major League berufen und war in der Nacht gegen die Arizona Diamondbacks der Starting Pitcher. In diesem Spiel holte er sich den Sieg, indem er fünf Innings spielte, nur zwei Runs zuließ und sieben Strikeouts erzielte. Außerdem schlug er bei seinem ersten Major-League-Einsatz einen Single und erzielte einen Run. Seine sieben Strikeouts waren die viertmeisten in der Geschichte der Dodgers bei einem Major-League-Debüt und er war erst der vierte Dodger-Pitcher, der bei seinem Debüt einen Run erzielte, seit 1960. Eovaldi ist der erste Dodger-Starter seit Danny McDevitt in der Saison 1957, der seine Karriere mit vier Spielen mit fünf Innings oder mehr begann und dabei zwei Runs oder weniger zuließ. Er machte 6 Starts für die Dodgers und wurde dann in den Bullpen versetzt, um seine Innings für die Saison gering zu halten. Gegen Ende der Saison kam er in vier Spielen aus dem Bullpen zum Einsatz. Im Jahr 2011 erzielte er eine Bilanz von 1-2 und einen ERA von 3,63.
Nachdem er die Saison 2012 mit Chattanooga begonnen hatte, kam Eovaldi am 29. Mai zu seinem ersten Einsatz für die Dodgers, als er gegen die Milwaukee Brewers begann. Er hatte vier Strikeouts, erlaubte 4 Hits und 2 Runs in 7 Innings bei einer 1:2-Niederlage. In 10 Starts mit den Dodgers, hatte er eine 1:6-Rekord mit einem 4,15 ERA.

### Miami Marlins
Am 25. Juli 2012 wurde Eovaldi zusammen mit dem Minor-League-Pitcher Scott McGough für Hanley Ramirez und Randy Choate an die Miami Marlins gehandelt. In seinem ersten Spiel für die Marlins holte er am 28. Juli den Sieg gegen die San Diego Padres. Im Jahr 2012 begann er 12 Spiele für die Marlins, mit einer Bilanz von 3-7 und einem ERA von 4,43. Er beendete die Saison mit einer Bilanz von 4-13 in 22 Spielen mit einem ERA von 4,30, einem Verhältnis von 1,51 Walks plus Hits pro geworfenem Inning (WHIP), 47 Walks und 78 Strikeouts in 119 1⁄3 geschlagenen Innings.
Im Jahr 2013 hatte Eovaldi eine Bilanz von 4-6 mit einem ERA von 3,39 und 78 Strikeouts bei 18 Starts.
Im Jahr 2014 hatte Eovaldi eine Bilanz von 6-14 mit einem ERA von 4,37. Er ließ 223 Hits zu, die meisten in der National League. Mit 33 begonnenen Spielen und 199 2⁄3 Innings stellte er neue Karrierehöchstwerte auf.

### New York Yankees

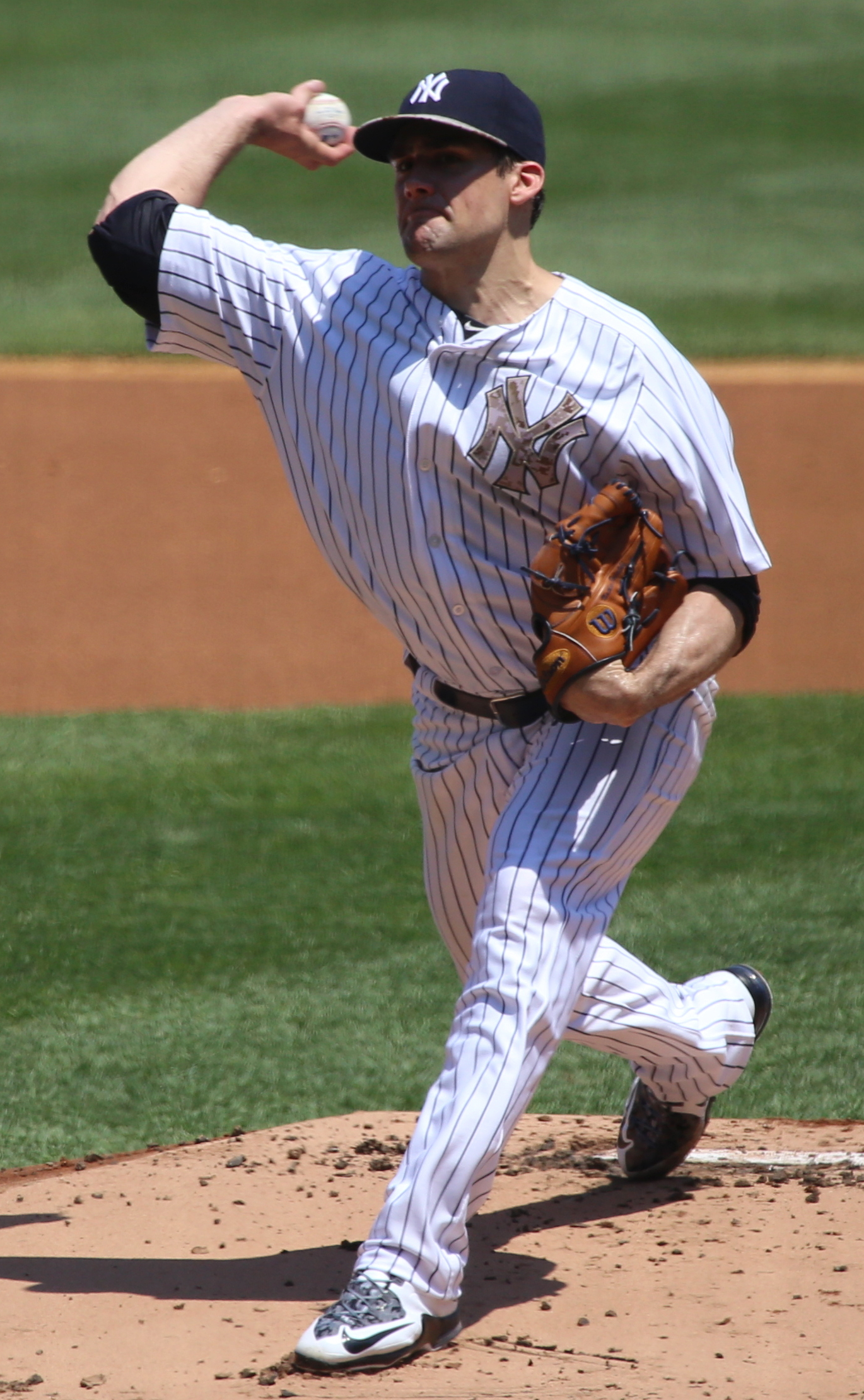
Eovaldi bei den New York Yankees

Am 19. Dezember 2014 gaben die Marlins Eovaldi, Garrett Jones und Domingo Germán für Martín Prado und David Phelps an die New York Yankees ab.
Eovaldi hatte seinen ersten Start für die Yankees am 10. April 2015 gegen die Boston Red Sox, wo er 5 1⁄3 Innings spielte und zwei Runs bei acht Hits zuließ. Die Yankees verloren das Spiel gegen die Red Sox mit 6:5 nach 19 Innings, was ihm keine Entscheidung einbrachte. Eovaldi entwickelte einen Split-Finger-Fastball, der zu besseren Ergebnissen führte. Vom 20. Juni bis zum 24. August erzielte Eovaldi eine 8-0-Bilanz mit einem ERA von 2,93. Im September erlitt Eovaldi eine Ellenbogenentzündung, die seine reguläre Saison beendete. Für die Yankees erzielte Eovaldi 2015 ein Ergebnis von 14:3 mit einem ERA von 4,20, wobei er in 27 Starts 154 1⁄3 Innings spielte. Eovaldi war bereit, in der ALDS zu spielen, aber die Yankees schieden im Wild Card Game aus.
Am 16. August 2016 wurde bekannt gegeben, dass Eovaldi den Rest der Saison 2016 aufgrund eines Risses der Beugesehne und eines teilweisen Risses des ulnaren Seitenbandes in seinem (rechten) Ellenbogen verpassen würde. Einige Tage später gaben die Yankees bekannt, dass sich Eovaldi seiner zweiten Tommy-John-Operation unterzogen hatte. Bei den Yankees kam Eovaldi 2016 in 24 Spielen (21 Starts) zum Einsatz und erzielte in 124 2⁄3 Innings eine Bilanz von 9-8 und 4,76 ERA. Es wurde erwartet, dass er die Saison 2017 verpassen würde, nach der er für die Free Agency in Frage gekommen wäre. Am 23. November entließen die Yankees Eovaldi.

### Tampa Bay Rays
Am 14. Februar 2017 unterzeichnete Eovaldi einen Einjahresvertrag über 2 Millionen US-Dollar mit den Tampa Bay Rays; der Vertrag enthielt eine Option über 2 Millionen US-Dollar für die Saison 2018. Eovaldi verpasste die gesamte Saison 2017 wegen der Genesung von seiner vorherigen Ellbogenoperation. Die Rays übten die Option für die Saison 2018 aus.
Am 28. März 2018 wurde bekannt, dass bei Eovaldi „loose bodies“ (typischerweise Knochenfragmente) im Ellbogen diagnostiziert wurde und er auf unbestimmte Zeit ausfällt. Am 30. Mai, fast anderthalb Jahre nach seinem letzten Start, trat Eovaldi gegen die Oakland Athletics an und warf sechs No-Hit-Innings, bevor er aufgrund von Überlegungen zur Pitchanzahl aus dem Spiel genommen wurde. Bei den Rays 2018 absolvierte Eovaldi 10 Einsätze (alles Starts) mit einem ERA von 4,26 und einer Bilanz von 3:4, wobei er in 57 Innings 53 Strikeouts und acht Walks erzielte.

### Boston Red Sox

#### 2018
Am 25. Juli 2018 tauschten die Rays Eovaldi mit den Boston Red Sox im Austausch gegen Jalen Beeks. Eovaldi gab sein Debüt bei den Red Sox am 29. Juli, als er sieben Innings ohne einen Run abzugeben und die Minnesota Twins 3–0 besiegte. Bei den Red Sox 2018 absolvierte Eovaldi 12 Einsätze (11 Starts) mit einem ERA von 3,33 und einer Bilanz von 3-3, wobei er in 54 Innings 48 Strikeouts erzielte.
In der Postseason 2018 warf Eovaldi sieben Innings in Spiel 3 der ALDS gegen die New York Yankees, das die Red Sox mit 16:1 gewannen und den Yankees damit ihre höchste Niederlage in der Geschichte der Postseason beibrachten. In Spiel 3 der American League Championship Series gegen die Houston Astros warf Eovaldi sechs Innings und ließ nur zwei Runs zu, als die Red Sox 8:2 gewannen. Eovaldi spielte auch 1 1⁄3 Innings als Relief in Spiel 5, als Boston den Sieg in der Serie holte.
In der World Series 2018 gegen die Los Angeles Dodgers warf Eovaldi in den Spielen 1 und 2 acht Shutout-Innings. Obwohl er ursprünglich für Spiel 4 vorgesehen war, wurde Eovaldi zum letzten Reliever in Spiel 3, dem mit 18 Innings längsten Spiel in der Geschichte der World Series. Eovaldi warf 97 Pitches in sechs Innings, bevor er einen Walk-Off-Homerun an Max Muncy abgab, was ihn zum losing pitcher machte. Eovaldi ließ drei Hits und einen Earned Run zu, während er 36 Pitches mehr warf als Starter Rick Porcello. Mit 97 Pitches stellte Eovaldi den Rekord für die meisten Pitches eines Relievers in einem World-Series-Spiel auf, und er war der erste Reliever, der in einem World-Series-Spiel mehr als 6 Innings spielte, seit Rick Rhoden dies 1977 tat. Im 13. Inning war Boston in Führung gegangen, doch ein Error von Ian Kinsler ermöglichte Los Angeles den Ausgleich, wofür sich Kinsler später bei Eovaldi entschuldigte. Eovaldi wurde nach dem Spiel im Bostoner Clubhaus mit stehenden Ovationen bedacht. Die Red Sox gewannen auch die nächsten beiden Spiele und gewannen die World Series in fünf Spielen. Nach der World Series beantragte Eovaldi free agency. Am 6. Dezember 2018 unterzeichnete Eovaldi einen Vierjahresvertrag über 68 Millionen Dollar und kehrte zu den Red Sox zurück.

#### 2019
Eovaldi begann die Saison 2019 mit einem ERA von 6,00 in vier Starts, die alle ohne Entscheidung blieben, bevor er am 20. April wegen eines „loose body“ (typischerweise Knochenfragmente) in seinem rechten Ellbogen auf die Verletztenliste gesetzt wurde. Die Red Sox kündigten daraufhin an, dass Eovaldi am 23. April operiert werden würde und erwarteten, dass er vier bis sechs Wochen ausfallen würde. Am 25. Juni wurde Eovaldi auf die 60-Tage-Liste der Verletzten gesetzt. Anfang Juli wurde berichtet, dass die Red Sox Eovaldi nach seiner Rückkehr in der Rolle des Closers einsetzen würden. Am 18. Juli wurde er zu einem Rehabilitationseinsatz bei den Triple-A Pawtucket Red Sox geschickt, zwei Tage später wurde er aktiviert. Eovaldi kam Ende Juli bei Boston zu vier Einsätzen und ließ in 3 2⁄3 Innings fünf verdiente Runs zu. Daraufhin setzten die Red Sox Brandon Workman als Closer auf den Spielplan des Teams. Mitte August wurde bekannt gegeben, dass Eovaldi für den Rest der Saison in die Startaufstellung zurückkehren würde. Insgesamt absolvierte Eovaldi in der Saison 2019 23 Einsätze (12 Starts) und erzielte dabei einen ERA von 5,99 und eine Bilanz von 2-1 mit 70 Strikeouts in 67 2⁄3 Innings.

#### 2020
Für die Saison 2020 wurde Eovaldi von Bostons Manager Ron Roenicke zum Starter am Opening Day (erster Spieltag der neuen Saison) ernannt, das wegen der COVID-19-Pandemie in den Juli verschoben worden war. Eovaldi holte sich den Sieg in diesem Spiel, indem er sechs Innings spielte, fünf Hits und einen Run zuließ und vier Schläger ausschlug, als die Red Sox die Baltimore Orioles mit 13:2 besiegten. Am 29. August wurde Eovaldi wegen einer Zerrung der rechten Wade rückwirkend zum 26. August auf die 10-Tage-Liste der Verletzten gesetzt; am 12. September kehrte er in den aktiven Kader zurück. Insgesamt bestritt Eovaldi bei den Red Sox 2020 neun Spiele (alles Starts) und erzielte dabei eine Bilanz von 4-2 mit einem ERA von 3,72 und 52 Strikeouts in 48 1⁄3 Innings.

#### 2021
Eovaldi war das zweite Jahr in Folge Bostons Starter am Eröffnungstag und musste bei der 0:3-Niederlage der Red Sox gegen die Orioles eine Niederlage einstecken. Am 4. Juli wurde er in den Kader der American League für das MLB All-Star Game berufen. Er beendete die Saison 2021 mit einer Bilanz von 11–9, einem ERA von 3,75 und 195 Strikeouts in 182 1⁄3 Innings. Mit 1,73 warf er die wenigsten Walks pro neun Innings aller Major-League-Pitcher. Seine 54 zugelassenen Doubles waren ebenfalls führend in den Major Leagues.
Eovaldi war der siegreiche Pitcher im AL Wild Card Game, warf acht Batter aus und gab in 5 1⁄3 Innings gegen die Yankees vier Hits und einen Run ab. Er hatte einen Start in der Division Series, ein No-Decision-Spiel gegen Tampa Bay, und drei Auftritte (zwei Starts) in der League Championship Series, wo er gegen Houston 1:2 verlor, als die Red Sox in sechs Spielen unterlagen. Eovaldi belegte nach der Saison den vierten Platz bei der Wahl zum Cy Young Award der American League.

## Pitching-Stil
Als Starting Pitcher wird Eovaldi vor allem mit seinem elektrischen Four-Seam-Fastball in Verbindung gebracht, den er regelmäßig mit Geschwindigkeiten von fast 100 Meilen pro Stunde wirft. Obwohl ein Pitcher mit seinem schnellen Fastball traditionell als Power Pitcher bezeichnet wird, hat Eovaldi während des größten Teils seiner Karriere nicht die hohen Strikeout-Zahlen erreicht, die man mit anderen hart werfenden Rechtshändern wie Jacob DeGrom und Justin Verlander verbindet. Dieses Phänomen erklärt sich dadurch, dass Eovaldi regelmäßig sein breites sekundäres Arsenal einsetzt, um seinen Fastball zu ergänzen. Eovaldi wirft einen Slider in den mittleren bis hohen 80ern, einen Cut-Fastball in den niedrigen 90ern, einen Curveball in den hohen 70ern und einen Split-Finger-Fastball in den hohen 80ern, womit er insgesamt fünf verschiedene Pitches hat. Im Jahr 2021 war er der einzige Pitcher, der fünf verschiedene Pitches mit einer Quote von 10 % oder mehr warf.  Anstatt ausschließlich zu versuchen, seine Schlagleute mit einer Kombination aus harten Fastballs in der Strikezone und Sliders außerhalb der Zone zu überwältigen, wirft Eovaldi alle fünf seiner Pitches innerhalb der Strikezone, um schwache Schwünge zu erzeugen, die zu Groundballs oder Popups führen. Die Menge an schwachen Schläger-zu-Ball-Kontakten, die Eovaldi generiert, ist auf die Schwierigkeit zurückzuführen, vorherzusagen, welcher seiner fünf verschiedenen Pitches zu einem bestimmten Zeitpunkt geworfen wird, was dazu führt, dass selbst die versiertesten Schlagmänner falsch raten und beispielsweise zu einem langsamen Curveball schwingen, wenn sie einen Splitter erwarten.

## Persönliches Leben
Eovaldi und seine Frau Rebekah haben einen Sohn und eine Tochter und wohnen in Houston.